# چسواف لاسوتا
چسواف لاسوتا (لهستانی: Czesław Lasotai؛ ‏ تلفظ لهستانی: [t͡ʂɛswaf]؛ ‏ ۸ اوت ۱۹۳۲–۲۸ سپتامبر ۲۰۲۱) بازیگر اهل لهستان بود.
از فیلم‌ها یا مجموعه‌های تلویزیونی که وی در آن‌ها نقش داشته است، می‌توان به صفر-هفت، به‌گوشم، خیابان فرعی ۴، خانه، طایفه، حوزه استحفاظی ۱۳، جهان به روایت خانواده کیپسکی، در خوشی و سختی، کارآگاهان جنایی، با آتش و شمشیر (سریال)، با آتش و شمشیر (فیلم سینمایی)، شور، از دوشنبه‌ها بیزارم، یاروسواف دومبروفسکی و شیطان در کلاس هفتم اشاره نمود.